# Quixabeira
Quixabeira är en kommun i Brasilien.   Den ligger i delstaten Bahia, i den östra delen av landet, 1 000 km nordost om huvudstaden Brasília. Antalet invånare är 9 548. Arean är 388 kvadratkilometer.
Terrängen i Quixabeira är platt.
Omgivningarna runt Quixabeira är huvudsakligen savann. Runt Quixabeira är det ganska glesbefolkat, med 39 invånare per kvadratkilometer.